# Olga Rosanova
Olga Vladimirovna Rosanova ou Rozanova (Ольга Владимировна Розанова) (Melenki, 1886 - Moscovo, 7 de Novembro de 1918) foi uma artista vanguardista russa, inteiramente ligada ao suprematismo e à fundação do neoprimitivismo e do cubofuturismo. Uma das mais reconhecidas artistas russas do modernismo.
Nasceu em Melenki, uma pequena cidade perto de Vladímir. Em 1904 parte para Moscovo, estudando artes plásticas nos estúdios de K. Bolshakov e Konstantin Yuon. Ao mesmo tempo formava academicamente na Escola Stroganov de Artes Aplicadas. Em 1911 tornara-se um dos mais activos membros da União da Juventude (Sojus Molod'ozhi). No ano seguinte conhece os poetas futuristas Velimir Khlebnikov e Aleksei Kruchenykh, este último que se tornou seu esposo.

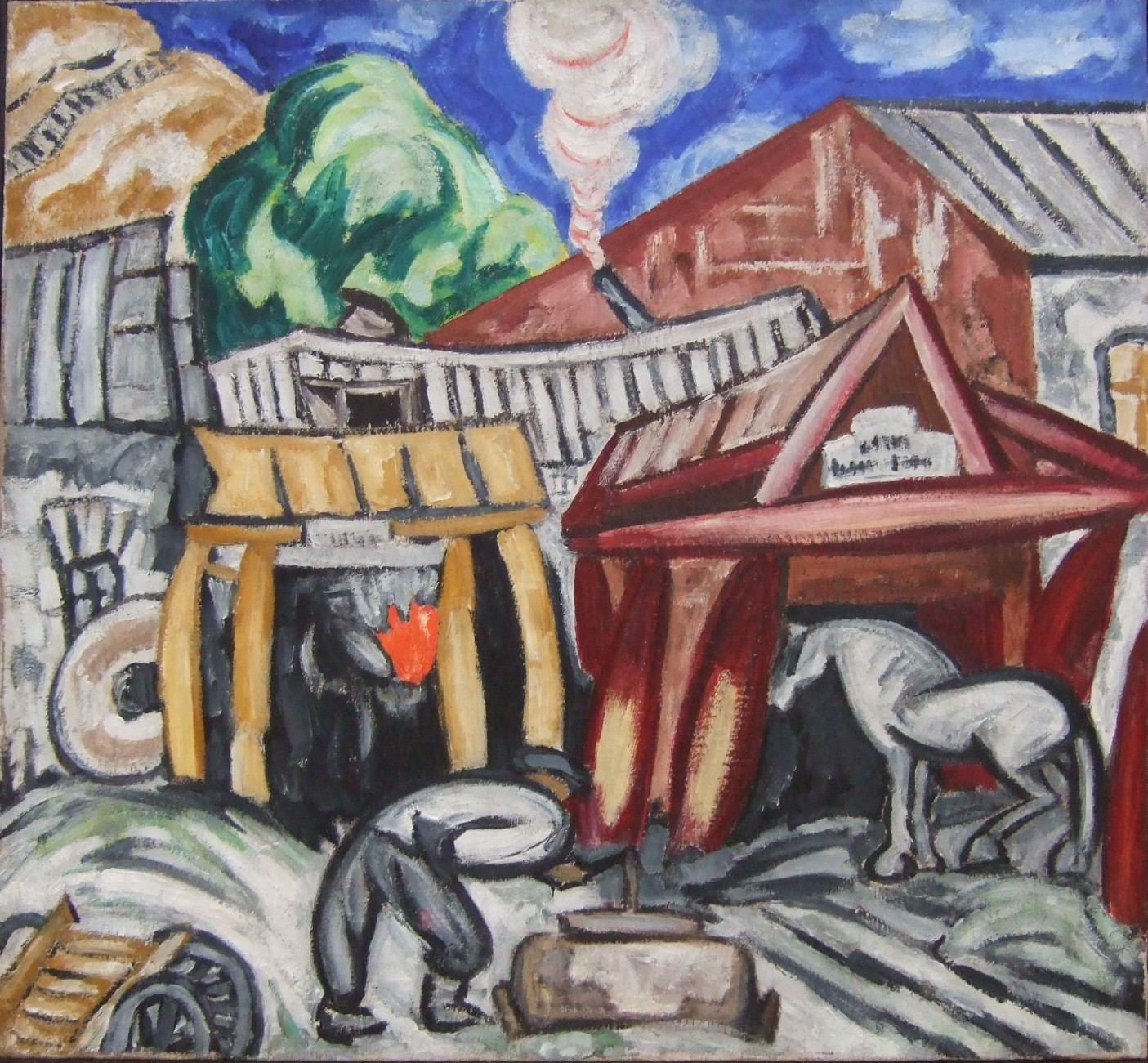
A loja do ferreiro, por Olga Rozanova, 1912.

1916 foi o ano em que se juntou o grupo de artistas da avant-garde russa, o qual recebeu o nome Supremus, liderado por Kazimir Malevich. 
Malevich, entretanto, na sua eterna disputa com Marc Chagall, «expulsou-o» literalmente da Rússia, aprisionando as vanguardas surrealistas russas por Chagall lideradas. Impulsionou o movimento numa direcção pró-cubismo, alimentada pela aniquilação das formas, caminhando a passos largos para o abstracionismo. Olga Rosanova seguiu pratiamente esta trajectória. O futurismo italiano ecoava na Rússia, juntamente com o cubismo, e as pinturas de Rozanova, desta época, receberam largas influências destes dois movimentos. A sua pintura depressiva e agitada e ao mesmo tempo delicada, entrou numa fase de pura abstração, como ditavam as tendências. 
Nas suas obras a pintora explorava incansavelmente a cor, com a qual a própria dizia ter «uma relação amorosa», e abandonava por completo o figurativismo, motivando um novo e interminável exercício de compreensão, da parte do espectador. Explorava igualmente a assimetria das formas, não tendo qualquer limitação geométrica.
Em 1917-1918, anos conturbados, criou uma série de pinturas a que chamou tsv'etopis'. A sua Composição não objectiva, de 1918, foi a «luz verde» que antecipou as poéticas nuances do expressionismo abstrato.
Rosanova faleceu jovem, aos 32 anos.